# Unternehmen Tigersprung
Unternehmen Tigersprung (Originaltitel Flying Tigers) ist ein US-amerikanischer Kriegsfilm unter der Regie von David Miller. In seinem ersten Kriegsfilm nach Eintritt der USA in den Zweiten Weltkrieg spielt John Wayne den Kommandanten einer Fliegerstaffel, die sich im Einsatz gegen die Japaner befindet. Die weiteren Hauptrollen sind mit John Carroll, Anna Lee und Paul Kelly besetzt.
Es handelt sich um einen Republic-Pictures-Film im Verleih der Gloria, der drei Oscar-Nominierungen erhielt. Kenneth Gamet schrieb die Originalgeschichte, auf der das Drehbuch beruht.

## Handlung
Ende 1941, noch bevor die Vereinigten Staaten in den Zweiten Weltkrieg eintraten, führt der raubeinige Captain Jim Gordon ein Team von amerikanischen Piloten an, die sich freiwillig gemeldet haben, um den Chinesen zu helfen, ihre japanischen Angreifer abzuwehren. Jedes Mal, wenn er einen Mann verliert, ist der Captain verzweifelt, obwohl er selbst dafür steht, hohe Risiken in Kauf zu nehmen. Seine Männer befinden sich in der Unterzahl, was ihn zusätzlich belastet. Einschusslöcher im Rumpf seiner Maschine tut er verächtlich mit dem Wort „Flohstiche“ ab. Unterstützt wird Gordon von seiner rechten Hand Hap Davis und der Krankenschwester Brooke Elliott, mit der er liiert ist. Wichtig sind dem Captain Kameradschaft und Teamgeist, was er stets betont und auch selbst umsetzt. Bei einem dieser Einsätze wird der junge Dale, der erstmals als Pilot teilgenommen hat, tödlich verletzt. Als Brooke Gordon ein kleines Bündel mit Dales Habseligkeiten übergibt, legt er dieses zu weiteren Wertgegenständen anderer Gefallener in seine Schublade. Er fühlt sich verantwortlich, weil er dem Drängen des frisch von der Fliegerschule gekommenen jungen Mannes nachgegeben hat. Gordon entschließt sich nach Rangun zu fliegen, um für Ersatzpiloten zu sorgen. Dort wird er von Blackie Bales, einem alten Bekannten, angesprochen, der ihn inständig bittet, ihn in seine Staffel aufzunehmen. Er hatte einst in betrunkenem Zustand einen Unfall verursacht, bei dem ein Kamerad zu Tode kam. Gordon lehnt ab, wird jedoch kurz darauf ohne Wissen ihres Mannes von Verna Bales überzeugt, dass er Blackie eine letzte Chance geben müsse, da ihr Mann ohne die Fliegerei nie wieder glücklich werden könne. Gordon gibt nach.
Als der eigenwillige Woody Jason zu den Flying Tigers stößt, wird schon bei seinem Landeanflug klar, dass er nur seinen eigenen Regeln folgt. Sofort versucht er auch mit Gordons Freundin Brooke zu flirten, die ihn jedoch abblitzen lässt. Jason macht den anderen klar, dass diese Einsätze für ihn ein Geschäft seien, für die er Geld kassiere, das sei seine Motivation, denn dieser Krieg betreffe ja nicht ihn. Pikiert schauen seine Fliegerkameraden zur Seite. Trotz Gordons Anweisung, erst ein Spezialtraining absolvieren zu müssen, schnappt er sich bei einem Angriff der Japaner eine Maschine und steigt auf. Weder trägt er Kopfhörer noch befindet sich Munition an Bord, sodass Gordon angefunkt und von dem Sachverhalt unterrichtet wird. Als Jason schießen will und ihm klar wird, dass er keine Munition hat, ist es fast schon zu spät, da auf ihn geschossen wird. Nur eine Notlandung mit der danach fast schrottreifen Maschine kann ihn retten. Als Gordon ihm Vorwürfe macht, setzt er sich auch darüber in seiner leichtfertigen Art hinweg. Bei seinen Kameraden lösen sein eigenmächtiges Verhalten und seine überhebliche Art zunehmend Abneigung gegen ihn aus. Bei einem dieser Einsätze ist es ihm wichtiger, eine weitere Maschine abzuschießen, als seinem Kameraden Blackie, der in Bedrängnis geraten ist, zu helfen, was dessen Tod zur Folge hat. Gegenüber Gordon widerspricht Jason allerdings dieser Einschätzung seiner Fliegerkameraden. Der Captain glaubt ihm. Ohne Wissen der anderen sucht Jason Blackies Frau auf, um ihr den letzten Brief ihres Mannes zu bringen und ihr von seinem „heldenhaften“ Verhalten zu erzählen. Um es für Verna Bales etwas leichter zu machen, spricht er in den höchsten Tönen von Blackie und seinen Erfolgen. Bevor er geht, überreicht er ihr ein Bündel Geldnoten, die angeblich Blackie gehört haben.
Als Nachtflüge angesetzt werden, müssen sich alle Männer untersuchen lassen, wobei sich herausstellt, dass Hap Smiths Sehvermögen nachlässt. Gordon fällt die bittere Aufgabe zu, dem Freund zu sagen, dass er nie wieder fliegen dürfe. Er bietet Hap stattdessen die Aufsicht über das gesamte Bodenpersonal an. Bevor dieser sich noch entschieden hat, wird eine strenge Urlaubssperre verhängt, an die Jason sich nicht hält, sodass er für einen kurzfristig angesetzten Einsatz nicht zur Verfügung steht. Hap springt ohne Wissen Gordons für ihn ein, obwohl er nicht mehr fliegen soll, dabei kommt es zu einem tödlichen Zusammenstoß mit einem gegnerischen Flugzeug. Zutiefst betroffen entlässt Gordon Jason aus seiner Staffel.
Colonel Lindsay trifft mit einem neuen Auftrag bei den Flying Tigers ein, eine wichtige Brücke, über die die Japaner ihren Nachschub sichern, soll zerstört werden. Diesem Himmelfahrtskommando will Gordon keinen seiner Männer aussetzen und beschließt, allein zu fliegen. Jason hat sich jedoch heimlich in die Maschine geschmuggelt und überrumpelt Gordon, indem er einfach abhebt. Im Cockpit kommt es zu einem klärenden Gespräch zwischen beiden und Gordon stimmt zu, den Auftrag gemeinsam zu meistern. Es gelingt ihnen, das Nitroglyzerin abzuwerfen und die Brücke zu zerstören. Dabei wird Jason von den Japanern getroffen, was er gegenüber Gordon aber geheim hält. Außerdem fängt der Laderaum ihres Flugzeugs Feuer. Jason sorgt dafür, dass Gordon abspringt, dann steuert er das Flugzeug zurück, in der sicheren Gewissheit, dass das seinen Tod bedeutet und lässt es über dem Zug der Japaner, der Nachschub bringt, abstürzen.
Nachdem es zu einer Versöhnung zwischen Gordon und Brooke gekommen ist, steht bereits der nächste Einsatz an.

## Produktion und DVD
Gedreht wurde vom 27. April bis zum 24. Juni 1942. Die Außenaufnahmen entstanden in Santa Fe in New Mexico, da die benötigten imposanten Wolkenformationen dort häufig den Himmel bedeckten, sowie in Flagstaff in Arizona. Der Film trug die Arbeitstitel Yanks Over the Burma Road und Yanks Over Singapore. Laut Hollywood Reporter auch A Yank on the Burma Road. Nach dem Vorspann wird ein Bild des chinesischen Politikers Chiang Kai-Shek eingeblendet und er wird zitiert: „Seit die Flying Tigers ihre Flügel über Chinas Himmel ausbreiten, hat der Feind ihre Furchtlosigkeit im Angesicht seiner Übermacht zu spüren bekommen. Sie wurden zum Symbol der unbesiegbaren Stärke der Kräfte, die nun für Recht und Menschlichkeit eintreten. Das chinesische Volk wird sich für alle Zeiten an ihre glorreichen Taten erinnern.“ Im Film ist US-Präsident Franklin D. Roosevelt während seiner Radioansprache zu hören, die er anlässlich des japanischen Angriffs auf Pearl Harbor hielt. In den Vereinigten Staaten hatte der Film am 8. Oktober 1942 Premiere. In der Bundesrepublik Deutschland kam er erstmals am 2. Juli 1954 in die Kinos, in Österreich einige Tage früher am 25. Juni 1954.
Im April 1989 wurde in den USA eine kolorierte Fassung ausgestrahlt.
Unternehmen Tigersprung ist auf DVD erschienen in der Reihe Die große John Wayne DVD Collection unter der Nummer 55, herausgegeben von DeAgostini und Studiocanal im Juli 2013. Ein 14-seitiges Heft liegt der DVD bei. Lighthouse Home Entertainment hat den Film bereits am 23. August 2010 auf DVD herausgegeben, ebenso wie die John Wayne Original Kinofilmbox, die drei weitere Filme Waynes enthält.

## Hintergrundinformationen
Laut Informationen in den Dailey Variety News vom 30. Januar 1942 kaufte Republic Pictures die Originalgeschichte mit dem Titel The Flying Tigers von Charles M. Ross; ob er tatsächlich einen Anteil am fertigen Film hatte, ist jedoch nicht bekannt. Die Drehbuchautoren Barry Trivet und Kenneth Gamet ließen ihre Fantasie spielen und hielten sich nicht streng an die historischen Gegebenheiten. Die ursprüngliche Idee des Studios auch Chiang Kai-Shek im Film durch einen Schauspieler darzustellen, wurden vom Hays Office unterbunden, das es unangemessen fand, den Generalissimo ohne Genehmigung zu zeigen. Im ursprünglichen Drehbuch sollte Woody Jason in die amerikanische Basis zurückkehren, die Szenen wurden aber umgeschrieben. Eine Kopie des Drehbuchs ging an Laraine Day, die seinerzeit bei MGM unter Vertrag stand, und für die Rolle der Brooke Elliott im Gespräch war. Auch der Regisseur David Miller und der Schauspieler John Carroll wurden von MGM ausgeliehen. Victor Young wiederum, der die Filmmusik schrieb, war bei Paramount Pictures unter Vertrag und wurde von dort ausgeliehen. Die technischen Berater Lawrence Moore und Kenneth Sanger waren tatsächlich Mitglieder der Flying Tigers, die nach einem Einsatz in Birma nicht mehr einsatzfähig waren. Neben Dokumentarmaterial aus Wochenschauen, arbeitete man bei den Dreharbeiten mit Modellen, die von Howard Lydecker konstruiert worden waren. Zusammen mit seinem Bruder Theodore galt er als einer der besten Filmtechniker Hollywoods. Für die Aufnahmen am Boden wurden Modelle im Maßstab 1:1 aus Sperrholz und Balsaholz gebaut, wobei man bei der Ausstattung des Cockpits auf die eigene Fantasie angewiesen war, da in Kriegszeiten Originalinstrumente nicht kopiert werden durften. Miniaturmodelle wurden auch für die Actionszenen eingesetzt, so auch in der eindrucksvollen Angriffsszene auf die Brücke am Ende des Films. Die dünnen Drähte, an denen die Flugzeuge hingen, waren auf den grobkörnigen Aufnahmen unsichtbar.
Unternehmen Tigersprung ist ein Kriegsfilm mit John Wayne, der während des Zweiten Weltkriegs entstand. Für David Miller war es erst sein vierter abendfüllender Spielfilm. John Wayne war sein Wunschkandidat für die Rolle des Capt. Jim Gordon. Er meinte, dass Wayne ein „glaubwürdiger Kriegsheld“ gewesen sei und es „keinen anderen Schauspieler“ gebe, „der Patriotismus und Ernsthaftigkeit so überzeugend verkörper[e] wie Wayne.“ Gordon Jones spielte in diesem Film das erste Mal an Waynes Seite. Beide verstanden sich sehr gut, sodass sie in drei weiteren Filmen zusammenarbeiteten, das letzte Mal 1963 in MacLintock!. Fünf Monate vor der Premiere verstarb Jones im Alter von nur 52 Jahren überraschend an den Folgen eines Herzinfarkts.
Die Britin Anna Lee spielte die weibliche Hauptrolle und erzählte, dass sie Wayne das erste Mal in dem Film Ringo gesehen und sich unsterblich in ihn verliebt habe. Bereits 1940 hatte sie mit dem Schauspieler in Das Haus der sieben Sünden zusammengearbeitet. Duke, wie nicht nur sie ihn nannte, habe ihr häufiger Rollen in seinen Filmen verschafft. Zwar habe sie als blonde Frau, keine Chance bei ihm gehabt, da er auf dunkelhaarige Latino-Frauen gestanden habe, aber sie seien Freunde geworden.
Bill Shirley, der den Dale spielt, wechselte nach seiner Schauspielerkarriere ins Gesangsfach und eine zweite Karriere. Laut Hollywood Reporter sollte es eine Fortsetzung von Flying Tigers unter dem Titel The Sky Dragons geben, dazu kam es aber nicht. 1966 wurden die Rechte an dem Film von dem Produzenten Richard Michaels erworben, der daraus eine Fernsehserie entwickeln wollte. Das Projekt wurde jedoch nicht vollendet.
Waynes nächster Film war wiederum ein Kriegsfilm Jules Dassins Wiedersehen in Frankreich (Reunion in France).

## American Volunteer Group – Flying Tigers
Bei der American Volunteer Group (AVG) handelte es sich um eine US-amerikanische Fliegerstaffel, die sich aus Freiwilligen zusammensetzte und in China sowie Burma gegen die japanische Armee kämpfte. Gegründet wurden die Flying Tigers, wie sie meist nur genannt wurden, 1941 von Captain Claire Lee Chennault in Kunming. Ihren ersten Kampfeinsatz hatten die Flying Tigers am 20. Dezember 1941 und damit nach dem Angriff auf Pearl Harbor. Der Film suggeriert, dass es davor gewesen sei. Bis zu ihrer Auflösung im Juli 1942 schossen die Flying Tigers knapp 300 feindliche Maschinen ab, 1.500 japanische Soldaten verloren ihr Leben. Die AVG büßte 69 Maschinen ein, 25 Piloten fielen. Die Staffel blieb in über 50 Luftgefechten mit japanischen Flugzeugen ohne Niederlage, vermerkte Chennault in seiner Autobiografie Way of a Fighter von 1949.
Der Film beruht locker auf den Einsätzen der realen American Volunteer Group. Die chinesische Regierung bezahlte einen Bonus für jedes japanische Flugzeug, das abgeschossen wurde. Nach dem Ende des Zweiten Weltkriegs gründete Chennault eine private Fluggesellschaft. Die von dem AVG-Piloten Bob Prescott geführte Flying Tiger Line wurde zu einem der größten Luftfrachtunternehmen in den Vereinigten Staaten.
Der Film, der nach dem Angriff auf Pearl Harbor gedreht wurde, gerät zu einer Hommage der heroischen Taten der US-Piloten und bezieht klar Stellung gegen Japan. Die japanischen Piloten werden überwiegend hinterhältig grinsend dargestellt, das sie auch im Angesicht des Todes nicht verlieren. Am 7. Dezember 1941 griffen japanische Flugzeuge die Pazifikflotte der Navy an, was den Eintritt der USA in den Zweiten Weltkrieg nach sich zog.

## Zweiter Japanisch-Chinesischer Krieg
Als Zweiter Japanisch-Chinesischer Krieg wird die Invasion der Japaner in China, die am 7. Juli 1937 begann und bis zum 9. September 1945 dauerte, bezeichnet. Nach dem Angriff der Japaner auf Pearl Harbor am 7. Dezember 1941 auf die dort vor Anker liegende Pazifikflotte der Vereinigten Staaten, der Auslöser für den Kriegseintritt der USA war, war er ein Schauplatz des Pazifikkrieges und damit Teil des Zweiten Weltkrieges.

## John Wayne – Kriegsheld auf der Leinwand
Der beim Dreh von Unternehmen Tigersprung knapp 35-jährige Schauspieler war zu seinem Leidwesen vom Militärdienst befreit worden wegen einer leichten Schulterverletzung aus seiner Zeit als junger Footballspieler. Mit seiner Entscheidung, sich nicht freiwillig zu verpflichten, haderte Wayne zeit seines Lebens. Frustriert beklagte er sich auch während der Dreharbeiten wiederholt, dass er nur ein Held auf der Leinwand, nicht aber im Krieg sei. Miller erinnerte sich später, dass der Schauspieler einmal gestöhnt habe: „Mein Gott, David, was sollen die Leute denken, wenn sie sehen, wie ich hier die Japaner besiege, in Wirklichkeit aber nie bei der Army war?“ Er habe ihn zu beruhigen versucht, indem er erwidert habe, dass niemand die Rolle überzeugender spielen könne als er. „Jeder Amerikaner, der dich in diesem Streifen im Kino sieht, wird sich anschließend sicherer fühlen, denn er weiß, dass es Männer sind wie du, die sich furchtlos dem Feind entgegenstellen.“ Er solle endlich aufhören, sich mit Vorwürfen herumzuquälen. Regisseur David Miller und Produzent Edmund Grainger verabschiedeten sich nach den Filmarbeiten erst einmal und traten in die Army ein. „Ich schätze, durch unsere Entscheidung fühlte sich Duke noch schlechter“, vermutete Miller.
So berichtete der Regisseur George Sherman, dass Wayne sich im Gegensatz zu seinen kraftvollen Helden, die er spielte, in keinem allzu guten Zustand befunden habe. Er habe unter Schulter- und Rückenschmerzen gelitten und Probleme mit dem Gehör gehabt, ein Andenken an die Tauchszenen aus seinem Film Piraten im karibischen Meer (1942). Obwohl Wayne Untauglichkeit von den Militärbehörden bestätigt wurde, hielt sich hartnäckig das Gerücht, dass Hollywoods Studiobosse sich vehement gegen einen Eintritt des Stars in die Army gewandt hätten, da auf der Kinoleinwand mehr Profit mit ihm zu machen war, als als Soldat im Fronteinsatz. Wayne hätte für einen freiwilligen Eintritt in die Armee die Zustimmung seines Arbeitgebers benötigt. Tatsächlich waren die Kriegsfilme mit ihm große finanzielle Erfolge. Die Bruttoeinnahmen bei diesem Film sollen 2 Mio. Dollar überstiegen haben. Mit großem Vorsprung war er einer der umsatzstärksten Filme des Jahres und für Republic Pictures ein großer Erfolg.

## Kritik
Nach dem Filmstart von Unternehmen Tigersprung in den Kinos, war die Reaktion der Kritiker zunächst verhalten. Variety sprach von einem „konventionellen Luftfahrtdrama“ und spöttelte, dass die Drehbuchschreiber der „abgedroschenen Story“ es nicht verstanden hätten, dieser „neues Leben einzuhauchen“.
TMP von der New York Times dagegen sprach von einer „Patchwork-Geschichte voll von spannenden Luftkämpfen“. Obwohl der Film „ein Vorwort von Generalissimo Chiang Kai-shek enthalte, sei er in erster Linie eine romantische Abenteuergeschichte und nur nebenbei eine Aufzeichnung der Taten der berühmten amerikanischen Volunteer Group, die Geschichte in den Himmel über China geschrieben“ habe. Obwohl die Geschichte sich oft um die Eskapaden von Woody Jason drehe, sei die zentrale Figur des Dramas der ernste John Wayne, ein erhaben motivierter Staffelführer. […] Mr. Wayne sei die Art von Kerl, der Vertrauen einflöße und er tue viel, um den Film auf einem ziemlich gleichmäßigen Level zu halten. ‚Flying Tigers‘ sei alles, was der Titel impliziere und ein gutes Stück mehr.
Für das Lexikon des Internationalen Films handelte es sich um ein „teils martialische[s], teils romantische[s] Kriegsabenteuer mit dezidierter anti-japanischer Tendenz.“
Trotz der teils negativen Kritiken entwickelte sich der Film zum bis dahin größten Kassenschlager von Republic Pictures und bescherte dem Studio einen ordentlichen Gewinn.

## Auszeichnungen
Anstelle von Howard Lydecker und Daniel J. Bloomberg bekamen bei der Oscarverleihung 1943 Farciot Edouart, Gordon Jennings, William L. Pereira und Louis Mesenkop den Oscar für die „Besten visuellen Effekte“ in dem John Wayne-Film Piraten im karibischen Meer.
Daniel J. Bloomberg war für den Oscar für den „Besten Ton“ vorgeschlagen, musste sich aber Nathan Levinson und dem Filmmusical Yankee Doodle Dandy geschlagen geben.
Auch der Oscar für die „Beste Filmmusik“ ging nicht an Victor Young, sondern an Max Steiner und die Literaturverfilmung Reise aus der Vergangenheit. Young war 1943 für drei weitere Soundtracks für einen Oscar nominiert. Es war das dritte Mal, dass er sich in einem Jahr gleich viermal auf der Vorschlagsliste befand. Insgesamt war er 22 Mal für den Filmpreis nominiert.